# Ort im Innkreis
Ort im Innkreis là một đô thị thuộc huyện Ried im Innkreis thuộc bang Oberösterreich, Áo. Đô thị Ort im Innkreis có diện tích 11 km², dân số thời điểm năm 2006 là 1213 người.